# Saint-Léger-le-Guérétois
Saint-Léger-le-Guérétois är en kommun i departementet Creuse i regionen Nouvelle-Aquitaine i de centrala delarna av Frankrike. Kommunen ligger i kantonen Saint-Vaury som tillhör arrondissementet Guéret. År 2022 hade Saint-Léger-le-Guérétois 398 invånare.

## Befolkningsutveckling
Antalet invånare i kommunen Saint-Léger-le-Guérétois
Referens:INSEE